# Šternberk (hrad)
Šternberk je hrad ve stejnojmenném městě v Olomouckém kraji. Stojí na výběžku Nízkého Jeseníku v nadmořské výšce okolo 300 metrů. Od roku 1967 je chráněn jako kulturní památka ČR a v roce 2001 byl zapsán na seznam národních kulturních památek. Je přístupný veřejnosti a spravuje ho Národní památkový ústav – územní odborné pracoviště v Olomouci.

## Historie
První písemná zmínka pochází z roku 1269, hrad však byl založen již po polovině 13. století Zdeslavem ze Šternberka, který se zasloužil o odvrácení vpádu Kumánů v roce 1253 a který byl odměněn titulem královského číšníka a bylo mu poskytnuto zdejší okolí. Roku 1339 byl majitelem hradu Štěpán ze Šternberka a od roku 1357 jeho syn Albrecht Aleš ze Šternberka, který byl litomyšlským biskupem. Za něj docházelo ke stavebním úpravám a hrad byl změněn na biskupskou rezidenci. Hradní kaple byla vyzdobena podle stylu, panujícího na dvoře Karla IV. Po jeho smrti držel hrad jeho synovec Petr ze Šternberka.
Roku 1397 získal hrad Petr z Kravař, roku 1430 ho obsadili husité. Od Kravařů hrad vyženil Jan Berka z Dubé a Lipé. Díky rodu Berků z Dubé a Lipé proběhla renesanční rekonstrukce hradu. Po rozsáhlém požáru byl hrad přestavbou rozšířen o renesanční křídlo s „Vizitkovým sálem“ a s unikátními hráňovými klenbami. Berkové také zasáhli do života v podhradí, v němž nechali vybudovat systém hospodářských a správních budov. Přestavěný hrad roku 1570 vyženili potomci Jiřího z Poděbrad, slezská knížata z Minstrberka, kteří ho vlastnili až do vymření rodu v polovině 17. století. Mezitím hrad za třicetileté války značně utrpěl.
Na přelomu 17. a 18. století koupil hrad kníže Jan Adam Ondřej z Lichtenštejna. V držení jeho rodu zůstal hrad až do roku 1945. Hrad nebyl dlouhou dobu užíván a chátral, avšak po roce 1886 byl regotizován podle projektu vídeňského architekta Karla Gandolpha Kaysera a opraven v duchu romantického historismu. U hradu byl pak v letech 1907–1909 také vídeňským architektem Albertem Esche vytvořen lesopark. Celé sídlo se stalo luxusním sídlem, vybaveným historickým mobiliářem, obrazy, nábytkem, plastikami a gobelíny. Rodu pánů z Lichtenštejna patřil hrad až do roku 1945, kdy byl zestátněn.

### Stav hradu ve 21. století
| Rok  | Počet návštěvníků |
| ---- | ----------------- |
| 2015 | 55 078            |
| 2016 | 60 689            |
| 2017 | 32 480            |

Stav jednotlivých objektů v hradním areálu je poznamenán zejména nedostatečnou údržbou. Velmi špatný stav byl zjištěn u opěrné zdi východního parkánu, ledovny, západní hradby, terasy u válcové věže, kamenného mostu a ohradní zdi s kůlnou ve dvorku strážnice. V letech 2019 až 2022 byla ukončena velká rekonstrukce několika hradních částí včetně lesoparku.

## Fotogalerie

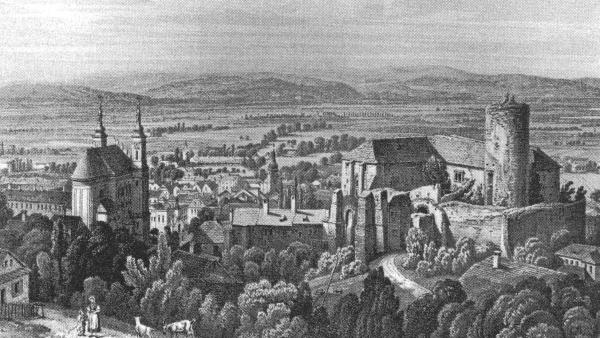
Hrad okolo roku 1850
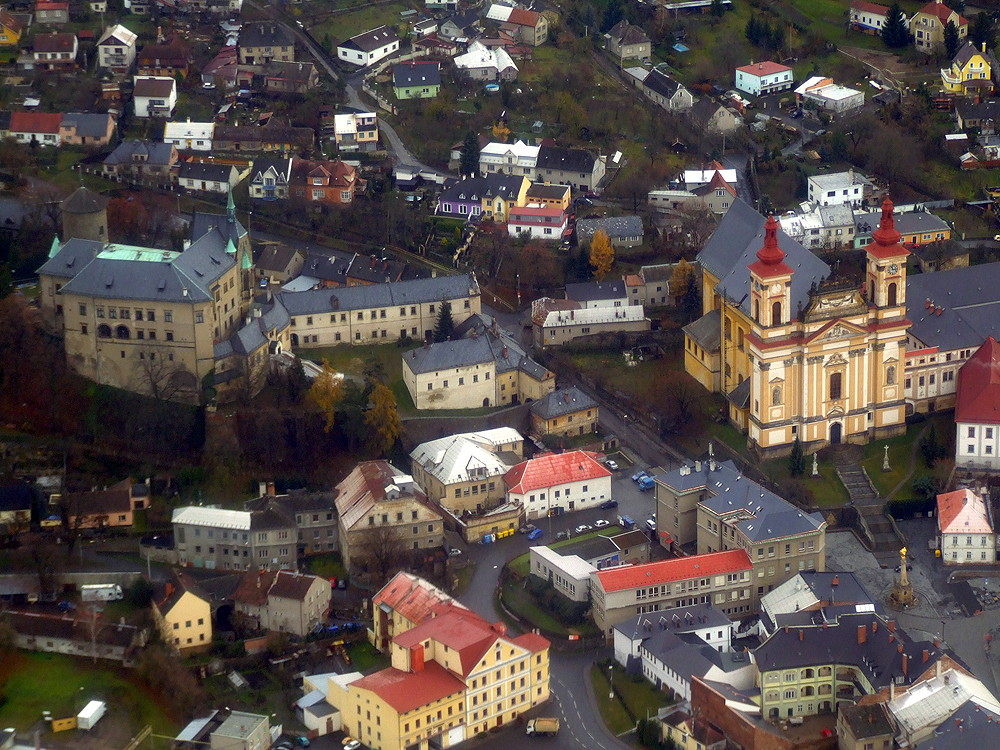
Letecký pohled na hrad a město
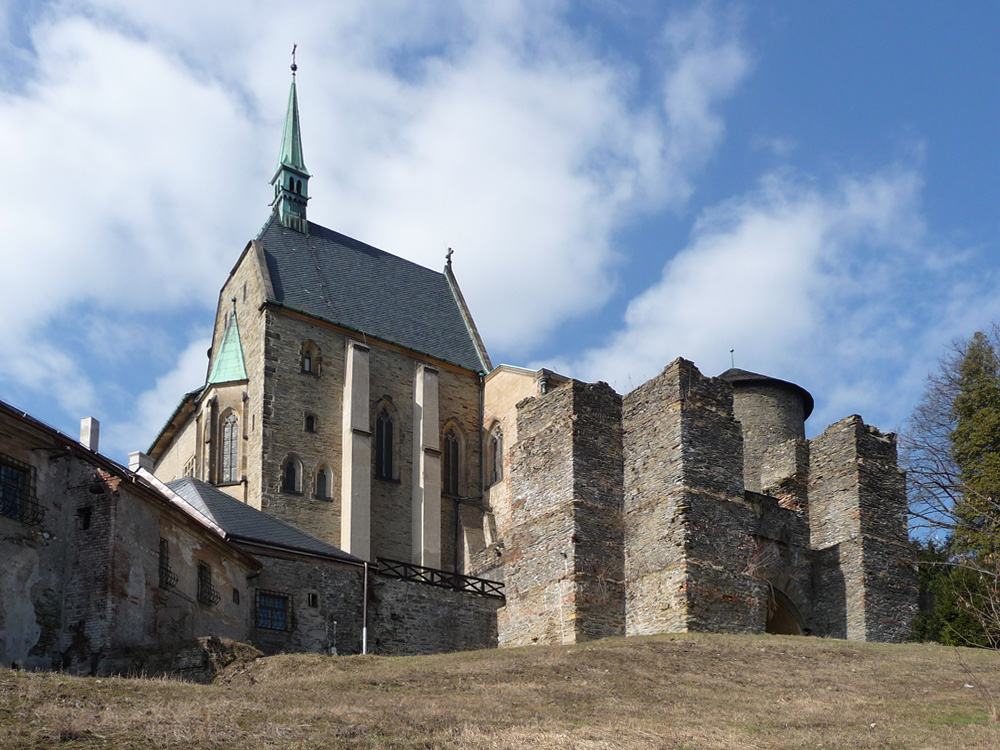
Pohled z východu na zbytky opevnění
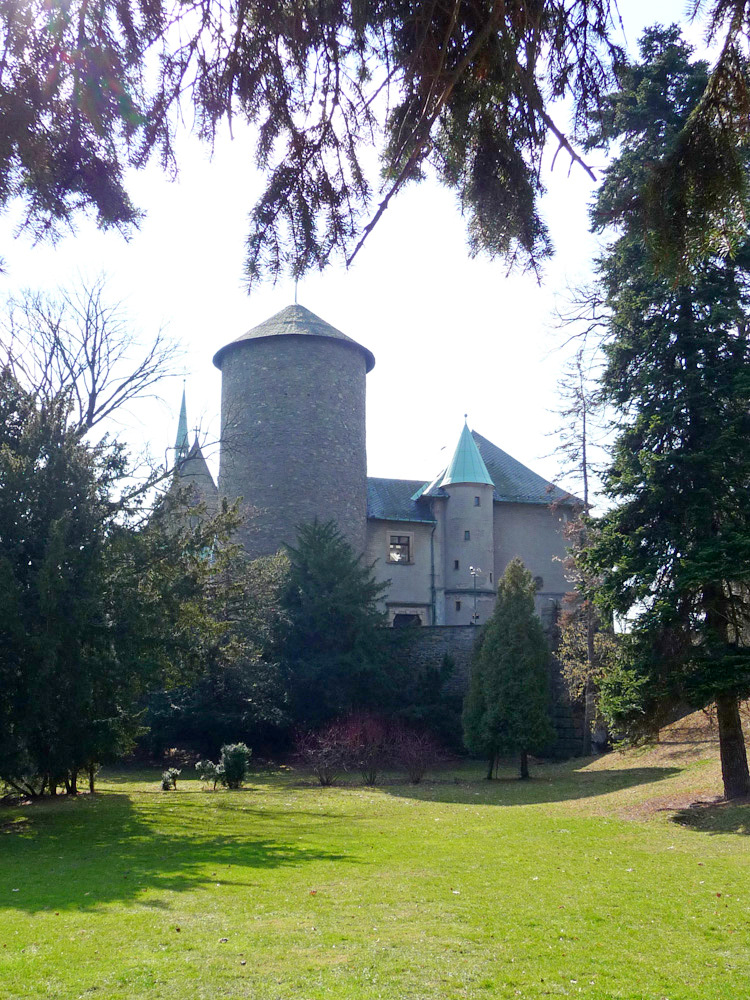
Pohled z hradních zahrad
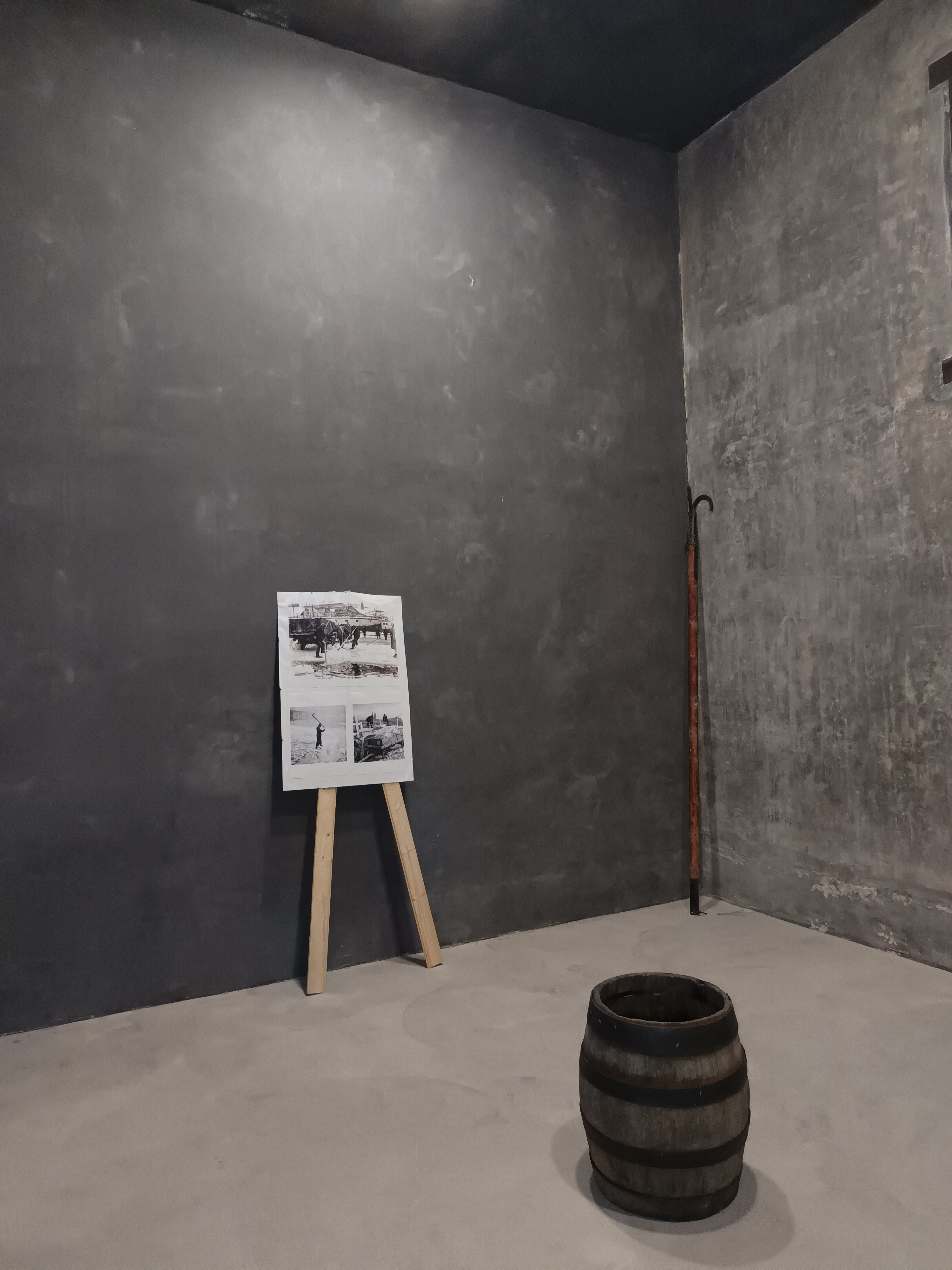
Interiér ledovny
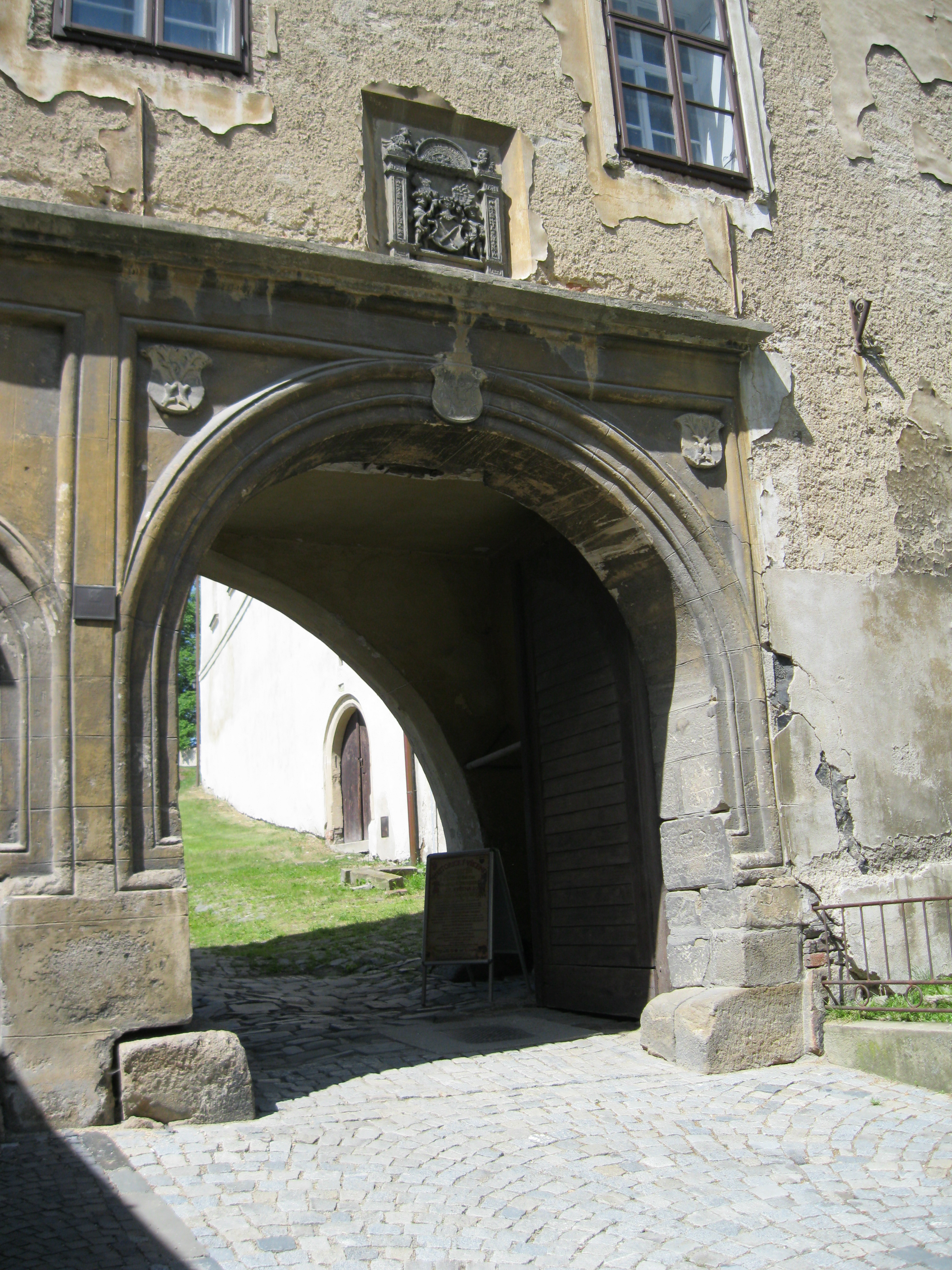
Erb Berkové z Dubé
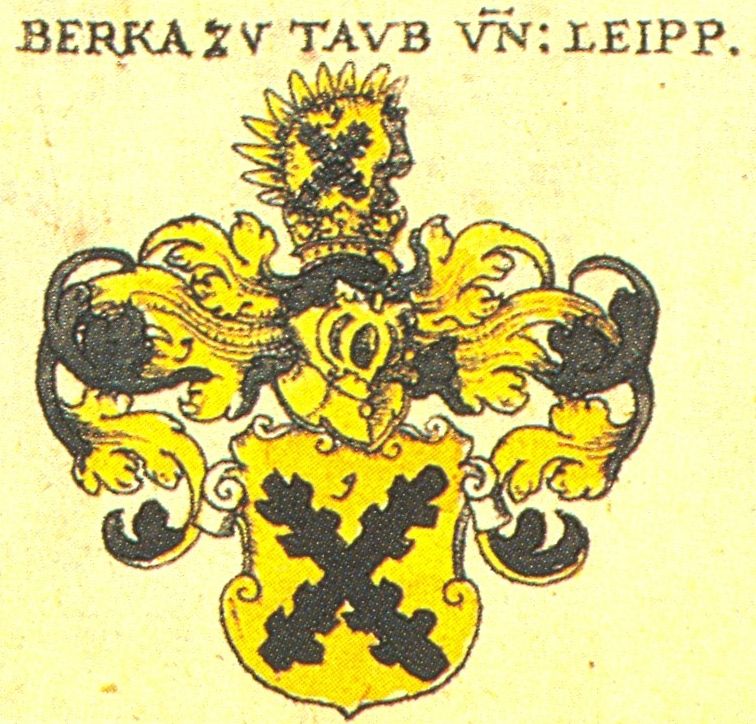
Erb Berkové z Dubé
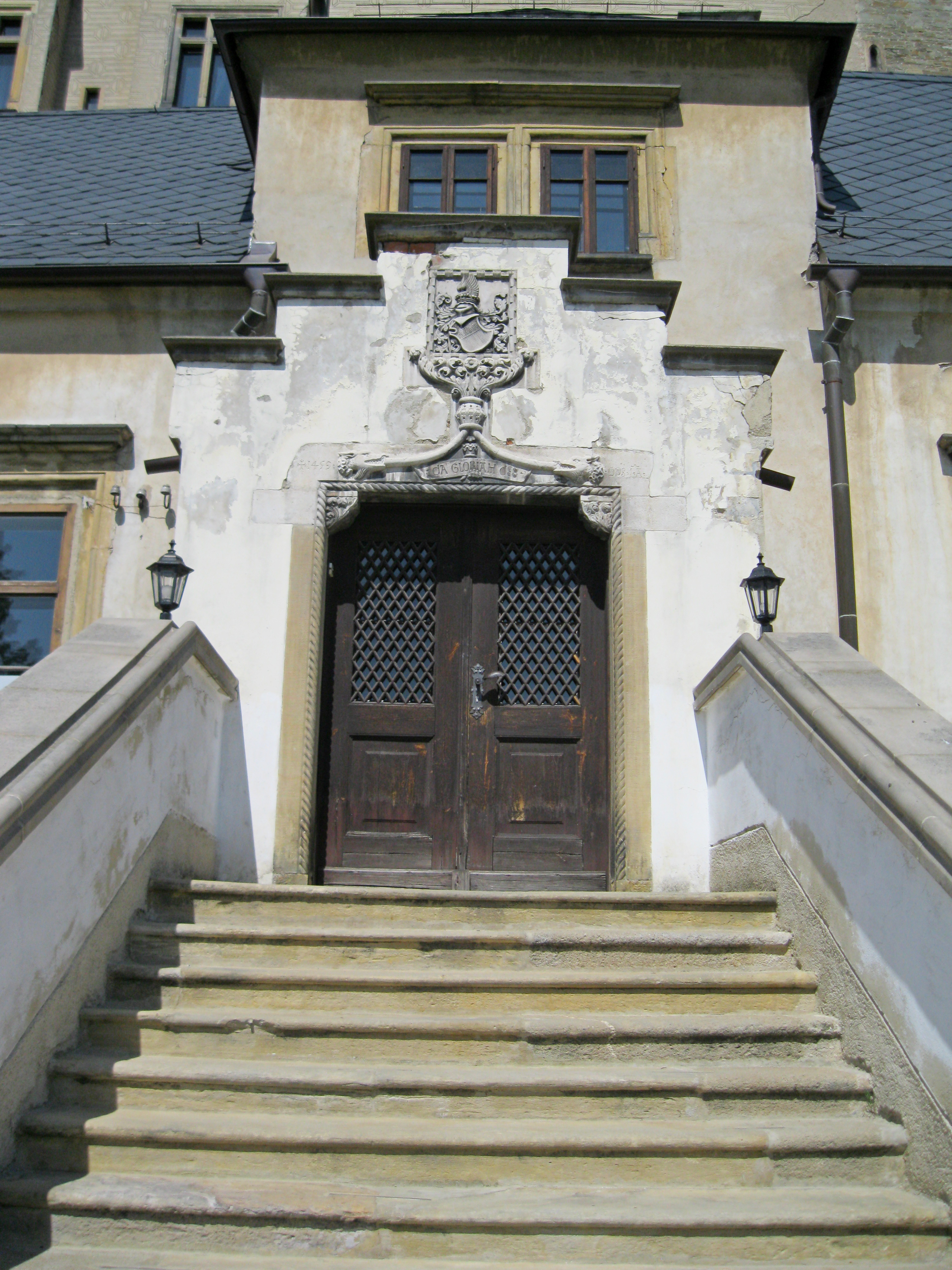
Erb Jana z Lichtenštejna
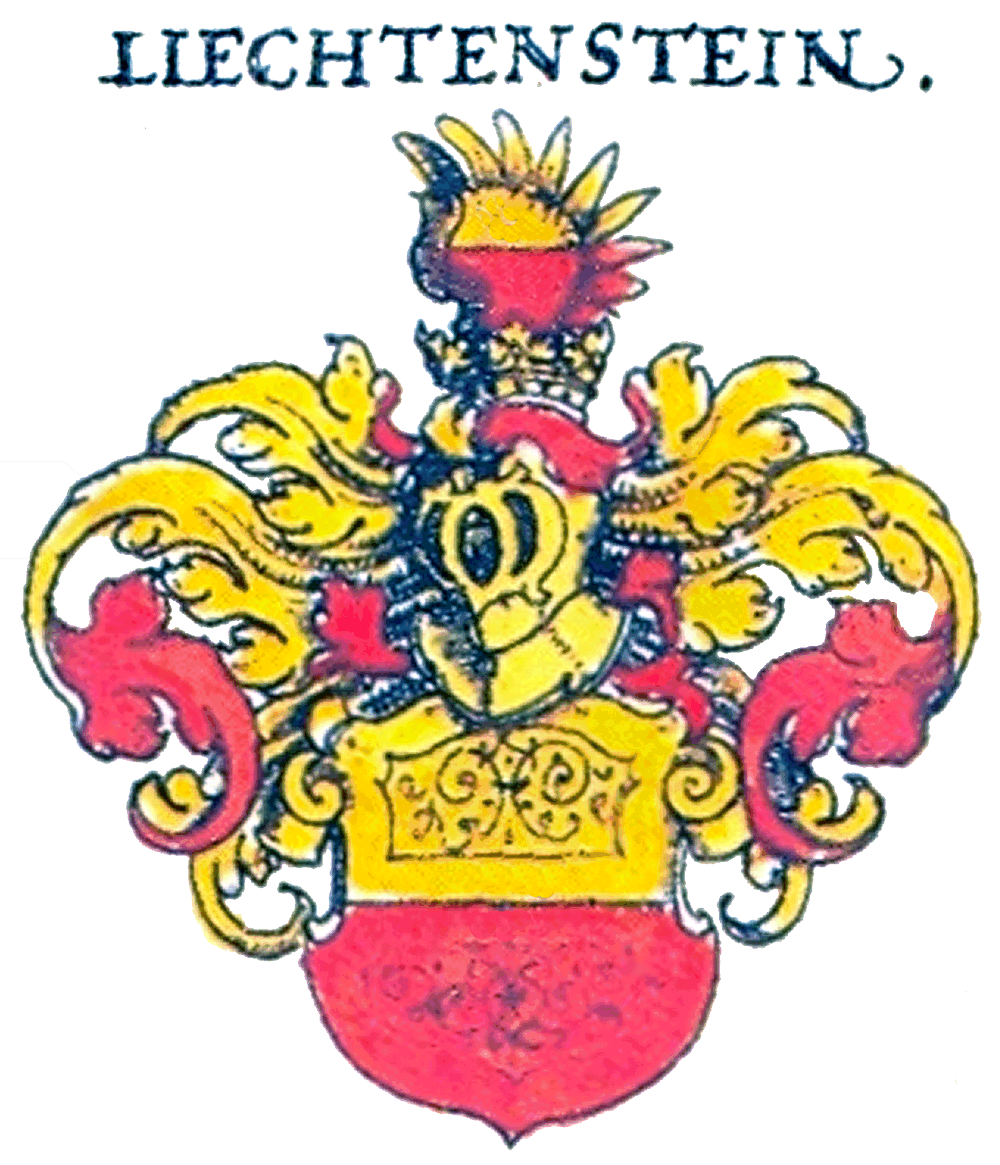
Erb Jana z Lichtenštejna
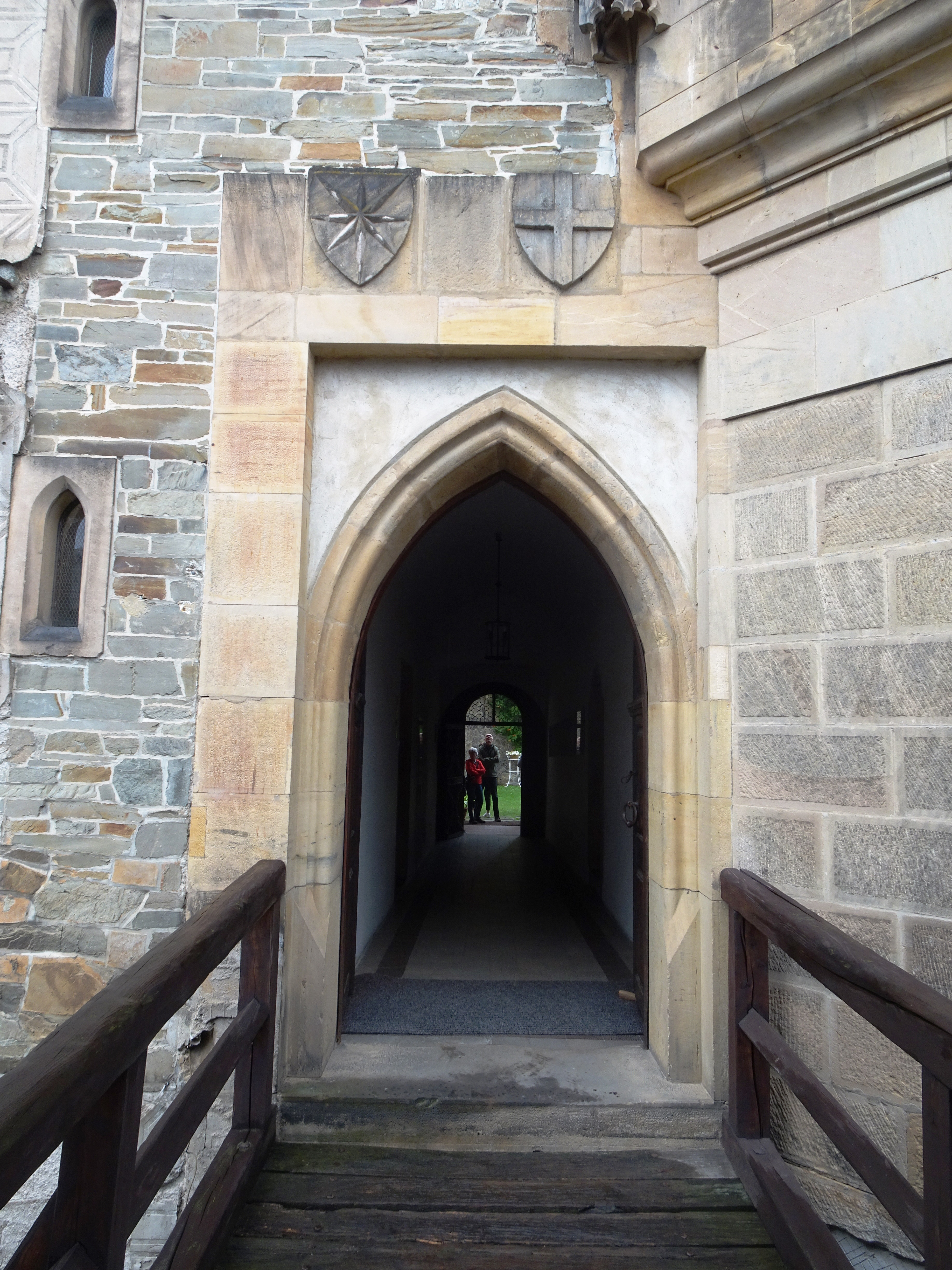
Erb Alberta ze Šternberka
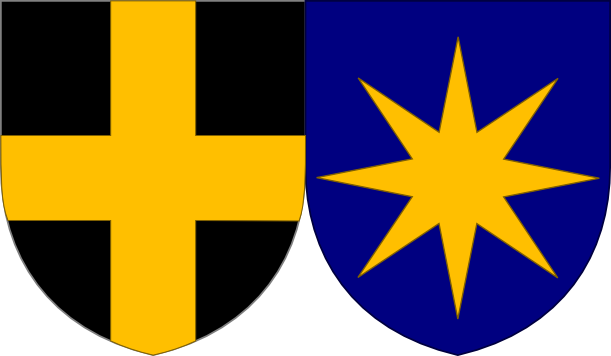
Erb Alberta ze Šternberka